# کوفی (کوهرنگ)
کوفی روستایی است در شهرستان کوهرنگ، بخش بازفت، استان چهارمحال و بختیاری.